# زابروس تانيوسترايتيس
زابروس تانيوسترايتيس هو نوع من الخنفساء من عائلة كرابيدوزابروس. وهذا النوع مستوطن في المغرب، تم إكتشافه من قبل ليون فير ماير في عام 1884 في الدار البيضاء.